# Papilio rogeri
Papilio rogeri là một loài bướm thuộc họ Papilionidae. Nó được tìm thấy ở miền trung, nam México và thung lũng Rio Grande ở Texas.
Sải cánh dài 84–95 mm. Con trưởng thành bay từ tháng 2 đến tháng 10 ở Mexico và vào tháng 4 ở nam Texas.
Ấu trùng ăn Rutaceae. Con trưởng thành ăn mật hoa.

## Phụ loài
- Papilio rogeri rogeri (Mexico)
- Papilio rogeri pharnaces Doubleday, 1846 (Mexico)

## Hình ảnh

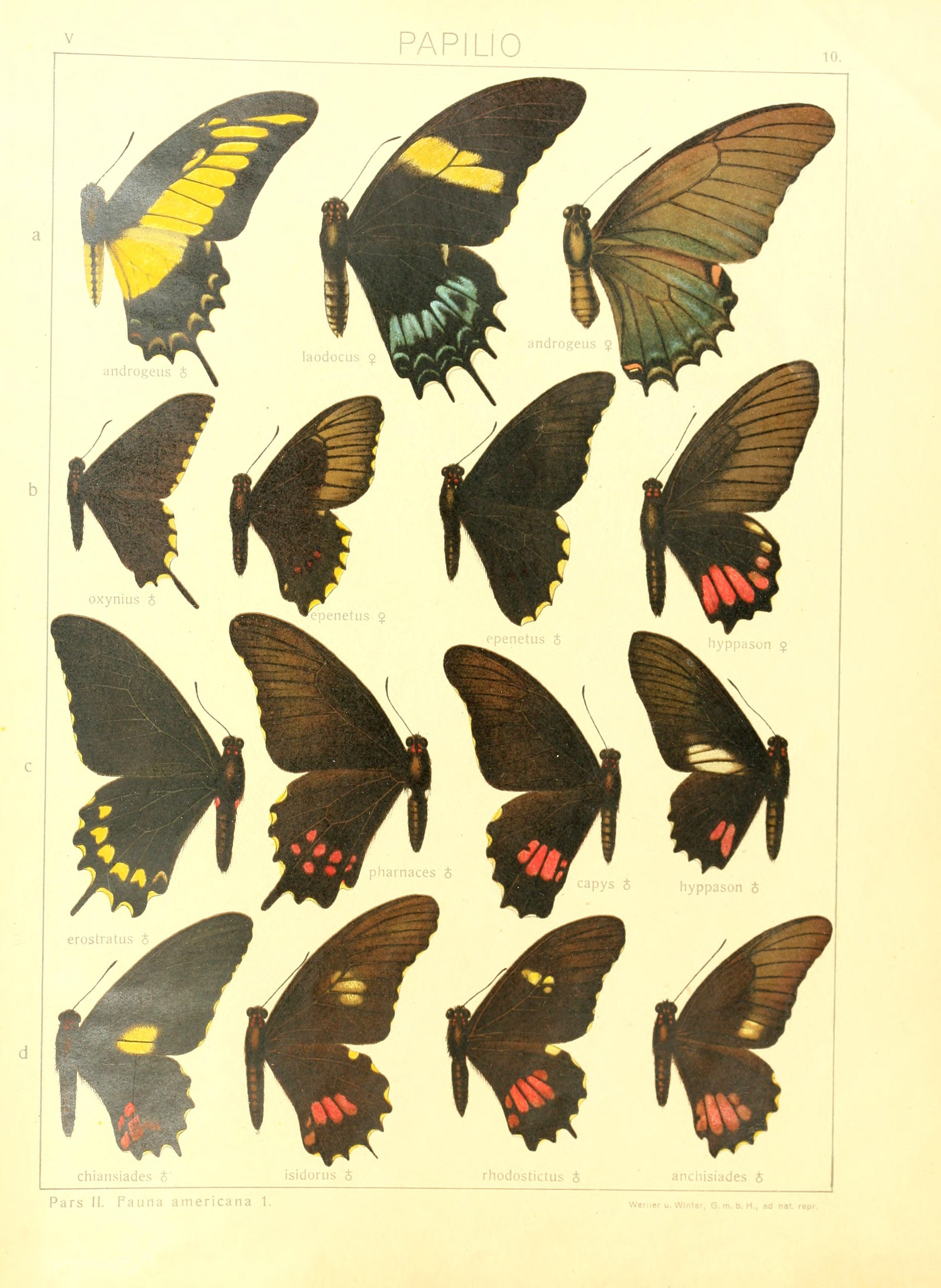
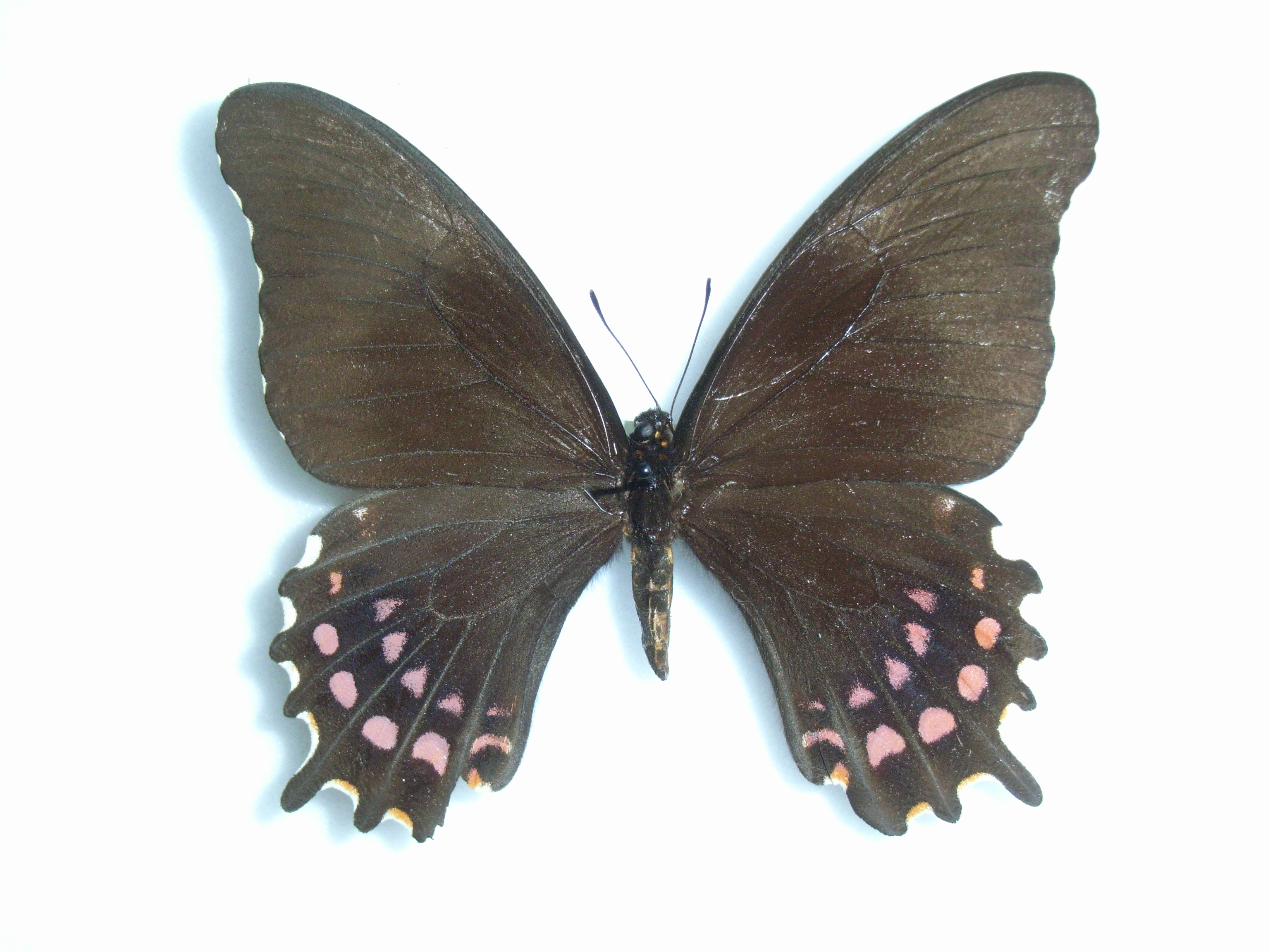
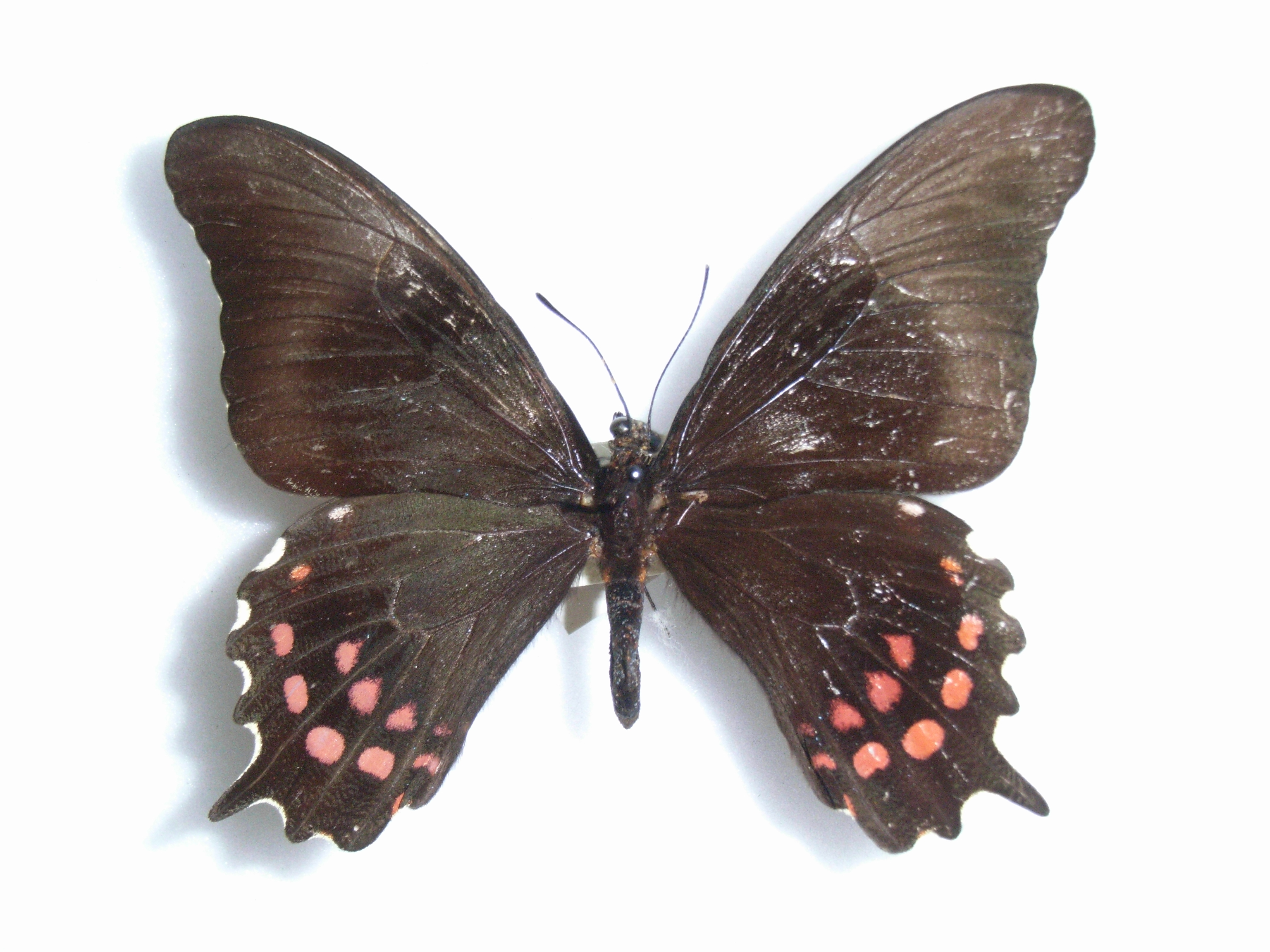